# Danh sách tiểu hành tinh: 17901–18000
| Tên                    | Tên đầu tiên | Ngày phát hiện      | Nơi phát hiện                      | Người phát hiện      |
| ---------------------- | ------------ | ------------------- | ---------------------------------- | -------------------- |
| 17901 -                | 1999 FT25    | 19 tháng 3 năm 1999 | Socorro                            | LINEAR               |
| 17902 Britbaker        | 1999 FM26    | 19 tháng 3 năm 1999 | Socorro                            | LINEAR               |
| 17903 -                | 1999 FS27    | 19 tháng 3 năm 1999 | Socorro                            | LINEAR               |
| 17904 Annekoupal       | 1999 FW30    | 19 tháng 3 năm 1999 | Socorro                            | LINEAR               |
| 17905 Kabtamu          | 1999 FM31    | 19 tháng 3 năm 1999 | Socorro                            | LINEAR               |
| 17906 -                | 1999 FG32    | 19 tháng 3 năm 1999 | Socorro                            | LINEAR               |
| 17907 Danielgude       | 1999 FQ33    | 19 tháng 3 năm 1999 | Socorro                            | LINEAR               |
| 17908 Chriskuyu        | 1999 FL34    | 19 tháng 3 năm 1999 | Socorro                            | LINEAR               |
| 17909 Nikhilshukla     | 1999 FC35    | 19 tháng 3 năm 1999 | Socorro                            | LINEAR               |
| 17910 Munyan           | 1999 FG37    | 20 tháng 3 năm 1999 | Socorro                            | LINEAR               |
| 17911 -                | 1999 FF41    | 20 tháng 3 năm 1999 | Socorro                            | LINEAR               |
| 17912 -                | 1999 FV44    | 20 tháng 3 năm 1999 | Socorro                            | LINEAR               |
| 17913 -                | 1999 FT52    | 20 tháng 3 năm 1999 | Socorro                            | LINEAR               |
| 17914 Joannelee        | 1999 FA54    | 20 tháng 3 năm 1999 | Socorro                            | LINEAR               |
| 17915 -                | 1999 GU      | 5 tháng 4 năm 1999  | Đài thiên văn Zvjezdarnica Višnjan | K. Korlević          |
| 17916 -                | 1999 GZ3     | 10 tháng 4 năm 1999 | Woomera                            | F. B. Zoltowski      |
| 17917 Cartan           | 1999 GN5     | 15 tháng 4 năm 1999 | Prescott                           | P. G. Comba          |
| 17918 -                | 1999 GE6     | 14 tháng 4 năm 1999 | Nachi-Katsuura                     | Y. Shimizu, T. Urata |
| 17919 Licandro         | 1999 GC8     | 9 tháng 4 năm 1999  | Anderson Mesa                      | LONEOS               |
| 17920 Zarnecki         | 1999 GE9     | 10 tháng 4 năm 1999 | Anderson Mesa                      | LONEOS               |
| 17921 Aldeobaldia      | 1999 GC13    | 15 tháng 4 năm 1999 | Socorro                            | LINEAR               |
| 17922 -                | 1999 GS13    | 12 tháng 4 năm 1999 | Kitt Peak                          | Spacewatch           |
| 17923 -                | 1999 GY16    | 15 tháng 4 năm 1999 | Socorro                            | LINEAR               |
| 17924 -                | 1999 GA17    | 15 tháng 4 năm 1999 | Socorro                            | LINEAR               |
| 17925 Dougweinberg     | 1999 GQ17    | 15 tháng 4 năm 1999 | Socorro                            | LINEAR               |
| 17926 Jameswu          | 1999 GA18    | 15 tháng 4 năm 1999 | Socorro                            | LINEAR               |
| 17927 Ghoshal          | 1999 GL20    | 15 tháng 4 năm 1999 | Socorro                            | LINEAR               |
| 17928 Neuwirth         | 1999 GJ21    | 15 tháng 4 năm 1999 | Socorro                            | LINEAR               |
| 17929 -                | 1999 GQ21    | 15 tháng 4 năm 1999 | Socorro                            | LINEAR               |
| 17930 Kennethott       | 1999 GE24    | 6 tháng 4 năm 1999  | Socorro                            | LINEAR               |
| 17931 -                | 1999 GA27    | 7 tháng 4 năm 1999  | Socorro                            | LINEAR               |
| 17932 Viswanathan      | 1999 GA35    | 6 tháng 4 năm 1999  | Socorro                            | LINEAR               |
| 17933 Haraguchi        | 1999 GM36    | 12 tháng 4 năm 1999 | Socorro                            | LINEAR               |
| 17934 Deleon           | 1999 GK39    | 12 tháng 4 năm 1999 | Socorro                            | LINEAR               |
| 17935 Vinhoward        | 1999 GX45    | 12 tháng 4 năm 1999 | Socorro                            | LINEAR               |
| 17936 Nilus            | 1999 HE3     | 24 tháng 4 năm 1999 | Reedy Creek                        | J. Broughton         |
| 17937 -                | 1999 HO4     | 16 tháng 4 năm 1999 | Kitt Peak                          | Spacewatch           |
| 17938 Tamsendrew       | 1999 HW6     | 17 tháng 4 năm 1999 | Socorro                            | LINEAR               |
| 17939 -                | 1999 HH8     | 16 tháng 4 năm 1999 | Socorro                            | LINEAR               |
| 17940 -                | 1999 JK2     | 8 tháng 5 năm 1999  | Catalina                           | CSS                  |
| 17941 Horbatt          | 1999 JW2     | 6 tháng 5 năm 1999  | Goodricke-Pigott                   | R. A. Tucker         |
| 17942 Whiterabbit      | 1999 JG6     | 11 tháng 5 năm 1999 | Nachi-Katsuura                     | Y. Shimizu, T. Urata |
| 17943 -                | 1999 JZ6     | 8 tháng 5 năm 1999  | Catalina                           | CSS                  |
| 17944 -                | 1999 JF7     | 8 tháng 5 năm 1999  | Catalina                           | CSS                  |
| 17945 Hawass           | 1999 JU8     | 14 tháng 5 năm 1999 | Reedy Creek                        | J. Broughton         |
| 17946 -                | 1999 JC9     | 7 tháng 5 năm 1999  | Catalina                           | CSS                  |
| 17947 -                | 1999 JV10    | 9 tháng 5 năm 1999  | Catalina                           | CSS                  |
| 17948 -                | 1999 JQ15    | 12 tháng 5 năm 1999 | Nanyo                              | T. Okuni             |
| 17949 -                | 1999 JA18    | 10 tháng 5 năm 1999 | Socorro                            | LINEAR               |
| 17950 Grover           | 1999 JS18    | 10 tháng 5 năm 1999 | Socorro                            | LINEAR               |
| 17951 Fenska           | 1999 JO19    | 10 tháng 5 năm 1999 | Socorro                            | LINEAR               |
| 17952 Folsom           | 1999 JT19    | 10 tháng 5 năm 1999 | Socorro                            | LINEAR               |
| 17953 -                | 1999 JB20    | 10 tháng 5 năm 1999 | Socorro                            | LINEAR               |
| 17954 Hopkins          | 1999 JP20    | 10 tháng 5 năm 1999 | Socorro                            | LINEAR               |
| 17955 Sedransk         | 1999 JZ22    | 10 tháng 5 năm 1999 | Socorro                            | LINEAR               |
| 17956 Andrewlenoir     | 1999 JC28    | 10 tháng 5 năm 1999 | Socorro                            | LINEAR               |
| 17957 -                | 1999 JE29    | 10 tháng 5 năm 1999 | Socorro                            | LINEAR               |
| 17958 Schoof           | 1999 JE33    | 10 tháng 5 năm 1999 | Socorro                            | LINEAR               |
| 17959 Camierickson     | 1999 JZ33    | 10 tháng 5 năm 1999 | Socorro                            | LINEAR               |
| 17960 Liberatore       | 1999 JB36    | 10 tháng 5 năm 1999 | Socorro                            | LINEAR               |
| 17961 Mariagorodnitsky | 1999 JB37    | 10 tháng 5 năm 1999 | Socorro                            | LINEAR               |
| 17962 Andrewherron     | 1999 JD37    | 10 tháng 5 năm 1999 | Socorro                            | LINEAR               |
| 17963 Vonderheydt      | 1999 JM40    | 10 tháng 5 năm 1999 | Socorro                            | LINEAR               |
| 17964 -                | 1999 JY41    | 10 tháng 5 năm 1999 | Socorro                            | LINEAR               |
| 17965 Brodersen        | 1999 JO43    | 10 tháng 5 năm 1999 | Socorro                            | LINEAR               |
| 17966 -                | 1999 JS43    | 10 tháng 5 năm 1999 | Socorro                            | LINEAR               |
| 17967 Bacampbell       | 1999 JT45    | 10 tháng 5 năm 1999 | Socorro                            | LINEAR               |
| 17968 -                | 1999 JX46    | 10 tháng 5 năm 1999 | Socorro                            | LINEAR               |
| 17969 Truong           | 1999 JB47    | 10 tháng 5 năm 1999 | Socorro                            | LINEAR               |
| 17970 Palepu           | 1999 JA48    | 10 tháng 5 năm 1999 | Socorro                            | LINEAR               |
| 17971 Samuelhowell     | 1999 JZ50    | 10 tháng 5 năm 1999 | Socorro                            | LINEAR               |
| 17972 Ascione          | 1999 JH51    | 10 tháng 5 năm 1999 | Socorro                            | LINEAR               |
| 17973 -                | 1999 JP51    | 10 tháng 5 năm 1999 | Socorro                            | LINEAR               |
| 17974 -                | 1999 JL52    | 10 tháng 5 năm 1999 | Socorro                            | LINEAR               |
| 17975 -                | 1999 JB53    | 10 tháng 5 năm 1999 | Socorro                            | LINEAR               |
| 17976 Schulman         | 1999 JQ54    | 10 tháng 5 năm 1999 | Socorro                            | LINEAR               |
| 17977 -                | 1999 JR54    | 10 tháng 5 năm 1999 | Socorro                            | LINEAR               |
| 17978 -                | 1999 JS54    | 10 tháng 5 năm 1999 | Socorro                            | LINEAR               |
| 17979 -                | 1999 JS55    | 10 tháng 5 năm 1999 | Socorro                            | LINEAR               |
| 17980 Vanschaik        | 1999 JN56    | 10 tháng 5 năm 1999 | Socorro                            | LINEAR               |
| 17981 -                | 1999 JZ56    | 10 tháng 5 năm 1999 | Socorro                            | LINEAR               |
| 17982 Simcmillan       | 1999 JK57    | 10 tháng 5 năm 1999 | Socorro                            | LINEAR               |
| 17983 Buhrmester       | 1999 JV59    | 10 tháng 5 năm 1999 | Socorro                            | LINEAR               |
| 17984 Ahantonioli      | 1999 JU60    | 10 tháng 5 năm 1999 | Socorro                            | LINEAR               |
| 17985 -                | 1999 JC62    | 10 tháng 5 năm 1999 | Socorro                            | LINEAR               |
| 17986 -                | 1999 JF62    | 10 tháng 5 năm 1999 | Socorro                            | LINEAR               |
| 17987 -                | 1999 JQ62    | 10 tháng 5 năm 1999 | Socorro                            | LINEAR               |
| 17988 Joannehsieh      | 1999 JR62    | 10 tháng 5 năm 1999 | Socorro                            | LINEAR               |
| 17989 -                | 1999 JE64    | 10 tháng 5 năm 1999 | Socorro                            | LINEAR               |
| 17990 -                | 1999 JK64    | 10 tháng 5 năm 1999 | Socorro                            | LINEAR               |
| 17991 Joshuaegan       | 1999 JN65    | 12 tháng 5 năm 1999 | Socorro                            | LINEAR               |
| 17992 Japellegrino     | 1999 JR65    | 12 tháng 5 năm 1999 | Socorro                            | LINEAR               |
| 17993 Kluesing         | 1999 JT68    | 12 tháng 5 năm 1999 | Socorro                            | LINEAR               |
| 17994 -                | 1999 JF70    | 12 tháng 5 năm 1999 | Socorro                            | LINEAR               |
| 17995 Jolinefan        | 1999 JF74    | 12 tháng 5 năm 1999 | Socorro                            | LINEAR               |
| 17996 -                | 1999 JQ75    | 10 tháng 5 năm 1999 | Socorro                            | LINEAR               |
| 17997 -                | 1999 JN78    | 13 tháng 5 năm 1999 | Socorro                            | LINEAR               |
| 17998 -                | 1999 JN80    | 12 tháng 5 năm 1999 | Socorro                            | LINEAR               |
| 17999 -                | 1999 JO80    | 12 tháng 5 năm 1999 | Socorro                            | LINEAR               |
| 18000 -                | 1999 JX80    | 12 tháng 5 năm 1999 | Socorro                            | LINEAR               |